# 참빗

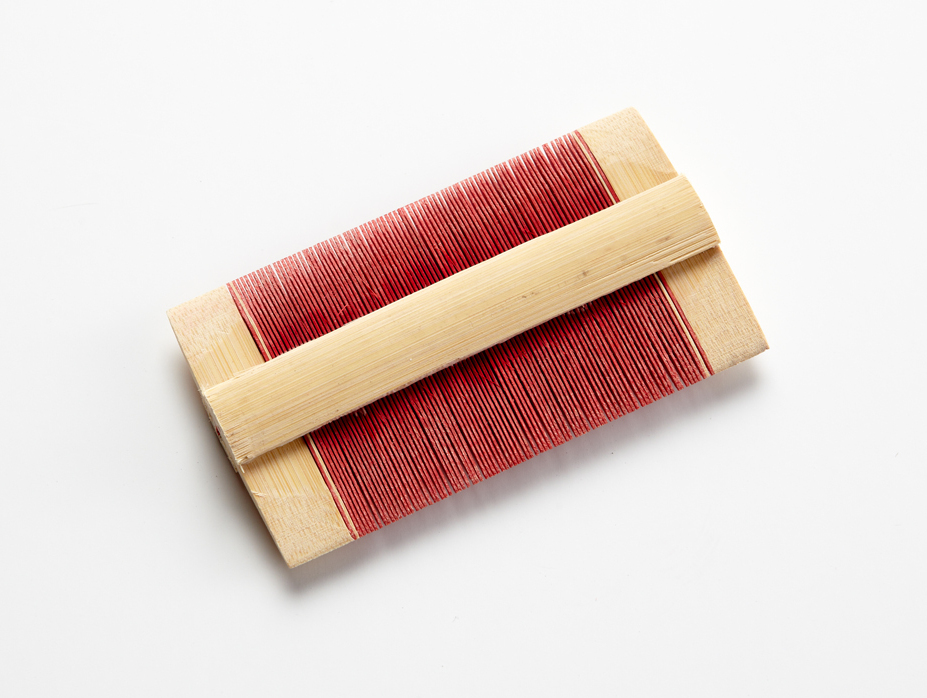
참빗

참빗은 빗살이 아주 가늘고 촘촘한 빗이다. 세소(細梳)나 진소(眞梳), 서캐훑이라고도 부른다.
한국의 전통 빗으로, 전통적으로 빗살이 성긴 얼레빗으로 머리카락을 대강 빗은 다음에 참빗을 사용했다. 머리카락의 때나 비듬 등 불순물을 제거하기 위하여 쓰이기도 했으며, 머리카락에 기름을 바르는 용구로도 쓰였다. 참빗은 대개 대나무로 만드는 경우가 많지만, 대모갑(매부리바다거북의 등과 배를 싸고 있는 껍데기) 등으로 만들기도 한다.